# Doe je ding
Doe je d!ng was een regionaal talentenjachtprogramma op de televisie dat werd uitgezonden door de regionale televisiezender Regio TV Utrecht. In 13 voorrondes werden zes artiesten gekozen door de kijkers van Regio TV Utrecht, die door gingen naar de grote finale tijdens de Rijnweek in Rhenen. Tijdens de finale koos de jury, onder leiding van het Idols-jurylid Henkjan Smits, de winnende artiest.